# Metasphenisca parallela
Metasphenisca parallela är en tvåvingeart som beskrevs av Erich Martin Hering 1935. Metasphenisca parallela ingår i släktet Metasphenisca och familjen borrflugor.
Artens utbredningsområde är Namibia. Inga underarter finns listade i Catalogue of Life.